# Rainer René Mueller

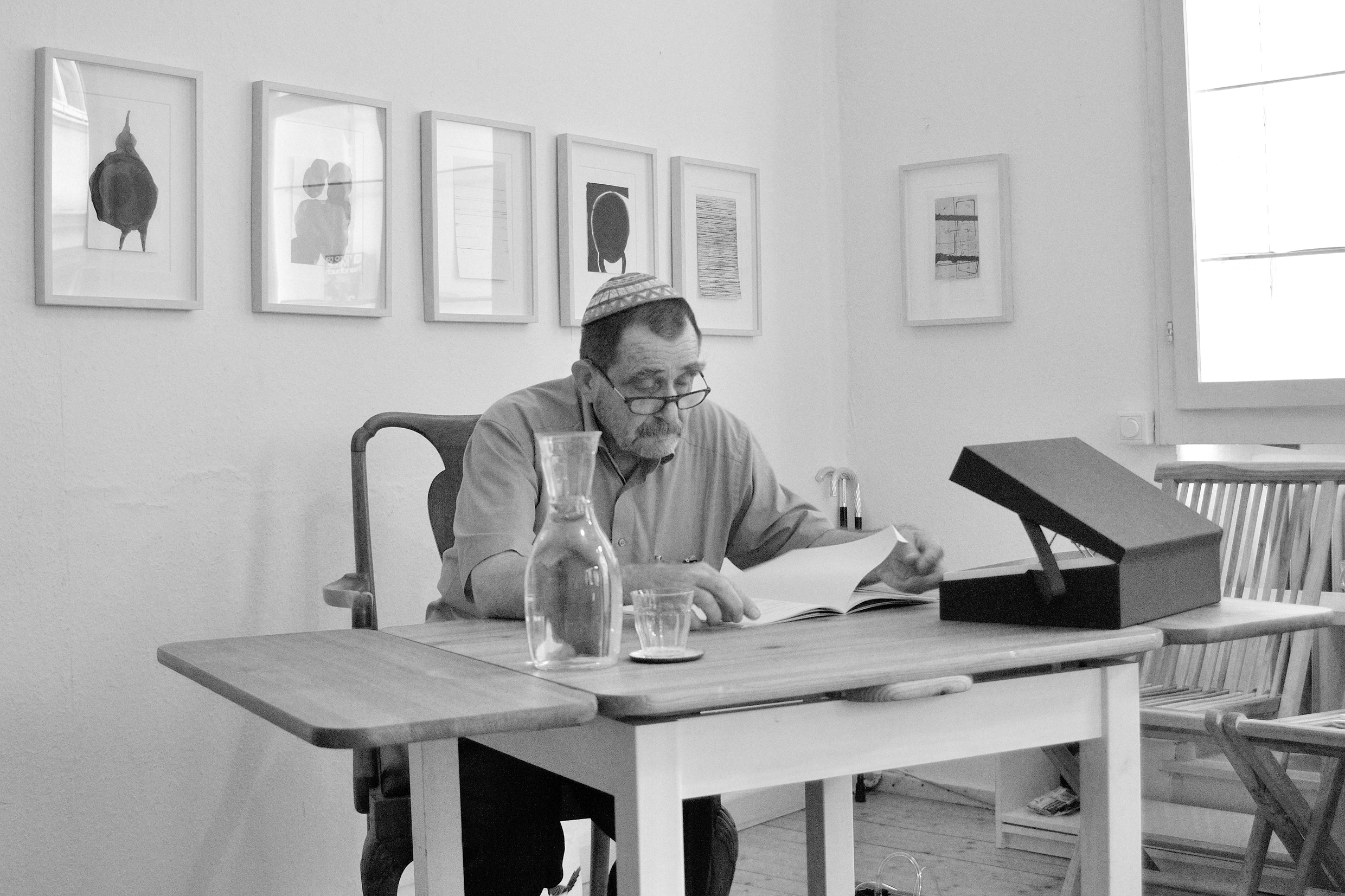
Rainer René Mueller (2018)

Rainer René Mueller (* 1. Januar 1949 in Würzburg) ist ein deutschsprachiger Lyriker. Er lebt und arbeitet in Heidelberg.

## Leben und Werk
Muellers Familie stammte aus Mähren; die Mutter war Fotografin. Im protestantischen Glauben erzogen, wandte er sich kurzzeitig dem Katholizismus zu und fand nach und nach den Weg zum Judentum. Dafür entscheidend war die jüdische Identität seiner Großmutter mütterlicherseits, die aus Angst vor Verfolgung lange verheimlicht wurde.
Seit 1956 lebt er in Heidelberg, studierte Theologie, Germanistik, Philosophie, Französisch sowie Kunstgeschichte und ist seit Mitte der 1970er Jahre freiberuflicher Publizist. Seine ersten Lyrikveröffentlichungen folgten neben seiner Tätigkeit in der Erwachsenenbildung; seitdem sind zahlreiche Gedichte in Zeitschriften und Anthologien erschienen.
Er war außerdem tätig im Bereich Galerie-, Sammlungs- und Museumsberatung, als freier Kurator, Kunsthistoriker, Gutachter, Herausgeber, Dozent sowie Publizist und hat zahlreiche Beiträge zur zeitgenössischen Kunst als Buchveröffentlichungen, als Textbeiträge und Essays in Katalogen, Sammelwerken, Periodika, in überregionalen Zeitschriften und Zeitungen vorgelegt, die zum Teil ins Englische, Französische, Italienische, Schwedische, Polnische und Ungarische übersetzt wurden.
Er war Leiter der Städtischen Galerie Schwäbisch Hall (1982–1989), Gründungsdirektor des Kunstmuseums Heidenheim (1989) und leitete ab 1991 die eigene Galerie LIEU.AC in Heidenheim. In diese Zeit fällt auch seine Mitgliedschaft in der IKT, der International Assocation of Curators of Contemporary Art.

## Rezeption
Mueller gilt als zeitgenössischer Autor, der erst nach 30 Jahren entdeckt wurde „und in kürzester Zeit viel Aufmerksamkeit sowie neue begeisterte Leser und Zuhörer gewann.“
Norbert Hummelt schrieb im Tagesspiegel über die Gedichte aus geschriebes. selbst mit stein:
„Im Lesen entfalten sich die Gedichte in ihrer Vielzüngigkeit, ihren Zitaten und Registerwechseln, mit jiddischen, französischen, mundartlichen Einsprengseln. Seltsam schöne, kostbare Gebilde, die sich im lauten Lesen am besten erschließen. Ihre Form ist zugleich erlebt und erarbeitet, sie offenbart eine Person, die aus all dem gewoben ist, rissig, geflickt, verletzlich, schlagfertig […].“ (Norbert Hummelt, in: Der Tagesspiegel, 13. Juli 2019)

Die Neue Zürcher Zeitung lobte Rainer René Mueller für seine ausgewählten Gedichte in Poèmes / Poetra als einen
„Dichter von Rang [...], dessen Verse im Spannungsfeld der sogenannten Hermetik und einer kühnen Zeitkritik aufblitzen. Muellers Gedichte reissen den Vorhang auf, hinter dem die Schrecken (deutscher) Geschichte lauern. Nicht zufällig heisst sein Ahnherr Paul Celan, den er auf seine ganz eigene Weise fortschreibt. [...] Die etwa sechzig ausgewählten Gedichte sind eine kleine Sensation. Sie öffnen Türen ins Abseitige und Unverklungene, in Bereiche wütender Trauer und einer Sage-Notwendigkeit.“ (T. Sc., in: NZZ, 8. März 2016)
Joachim Sartorius resümiert in seiner in der Frankfurter Anthologie erschienenen Kommentierung des Gedichts lirum, larum:
„Es war einer meiner großen Fehler, Rainer René Mueller nicht in Niemals eine Atempause, mein Handbuch der politischen Poesie im zwanzigsten Jahrhundert, aufzunehmen. Er hat dort Anrecht auf einen bevorzugten Platz – und nicht nur dort. Wir müssen seine Gedichte lesen…“ (Frankfurter Allgemeine Zeitung, 16. Juli 2016)
Hans-Jürgen Heise schrieb in der Wochenzeitung Die Zeit über Rainer René Muellers LiedDeutsch, es bestünde aus Arbeiten,
„die sich kunstvoll, ja artifiziell im LiedDeutsch statt im Sprechdeutsch, im umgangssprachlichen Reden, realisieren. Die Quelle des Surrealismus tritt in den Versen des 1949 geborenen Autors unverhofft wieder aus sprödem Wortgestein hervor. Müllers Studienfächer haben Spuren in dieser intellektuellen Dichtung hinterlassen. Die empfundene Brüchigkeit der Welt reflektiert sich in der Brüchigkeit einer Sprache, verfeinert durch raffiniert angewandte Typographie. Müller spielt dort weiter, wo die deutschen Surrealisten und Manieristen verstummten, als der von Brecht und den Nordamerikanern gespeiste Realismus zur übermächtigen Strömung geworden war. Die Gefahren: eine gewisse Willkürlichkeit und ein Hermetismus, der allerdings durch Realitätsangebote immer wieder Neugier erweckt.“ (Hans-Jürgen Heise, in: Die Zeit, Nr. 47/1982)

## Auszeichnungen
- 1979 Literarischer März (Teilnahme)
- 1983 Wolfgang-Weyrauch-Förderpreis
- 1984 Berliner Senatsstipendium
- 1984 Stipendium des Literarischen Colloquiums Berlin
- 1985 Stipendium des Deutschen Literaturfonds
- 1985 Fördergabe der Deutschen Schillergesellschaft
- 2016 Gerlinger Lyrikpreis[7][8]

## Publikationen (Auswahl)
- LiedDeutsch. Gedichte. Desire & Gegenrealismus, Schwandorf 1981. ISBN 3-88397-074-3.
- Augen. Gedichte. pawel pan presse, Büdingen-Düdelsheim 1983. ISBN 3-921859-05-0.
- Versuch über Augen. Gedichte. Mit Zeichnungen von Erich Mansen. Verlag Mario Haith, Stuttgart 1984. ISBN 3-923973-03-9.
- Rückzug ins Helle. Gedichte. Mit Bildern von Max Neumann. Verlag Mario Haith, Stuttgart 1985. ISBN 3-923973-04-7.
- 1986 Kreuzungen / Sturzfigur (Gedichte)
- 1986 Strichscharen (Gedichte und Poèmes en Prose)
- 1994 Chasse de Neige / Schneejagd (Gedichte, unter dem Pseudonym Ellis Eliescher)
- POÈMES / POETRA. Ausgewählte Gedichte 1981–2013. Herausgegeben von Dieter M. Gräf. roughbook 34, Solothurn und Schupfart 2015. ISBN 978-3-906050-10-2.[9][10][11]
- 2018 geschriebes. selbst mit stein (Gedichte)[12][13][14][15][16]
- Gesammelte Gedichte. Wallstein Verlag, Göttingen 2021. ISBN 978-3-8353-3998-9.